# 찰스 G. 피니

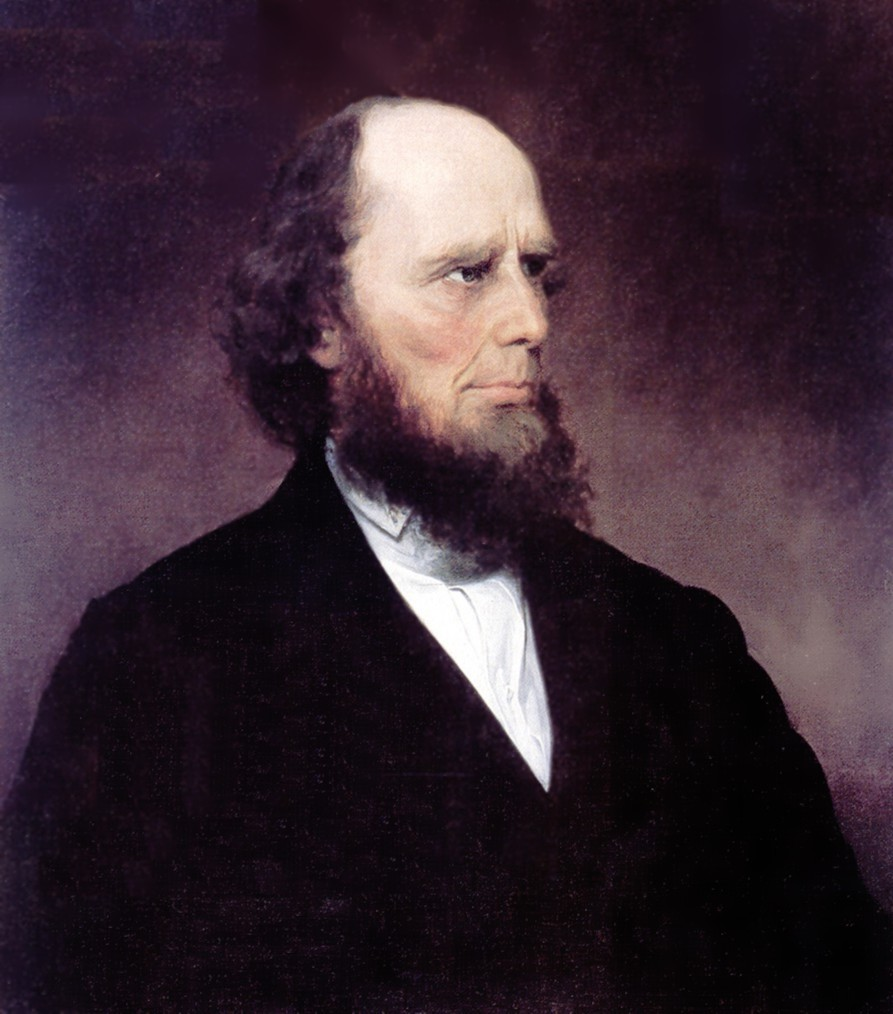
찰스 G. 피니

찰스 그랜디슨 피니(Charles Grandison Finney,1792년 8월 29일– 1875년 8월 16일)는 미국 장로교 목사이며 미국의 제 2차 부흥운동(1800-1810)의 지도자이며 현대 부흥운동의 아버지이다. 피니는 뉴욕 북서부와 맨하튼에서 1825년-1835년 기간 동안 혁신적인 부흥운동가로 가장 잘 알려지게 되었다. 구파 장로교 신학을 일부 반대하고 기독교 완전주의를 주장하며 여러 글들을 남겼다. 그는 노예제도의 폐지를 주장하고 여성과 흑인들의 교육과 같은 사회 개혁을 증진하였다. 아더 태펀 피어선 박사는 찰스 피니목사에게 영향을 받았다.

## 신학
피니는 성화론에 있어서 온전한 칼빈주의 입장을 취했다. 특히 그는 성화와 온전한 성화를 구별했다. 그가 주장하는 성화는 순간적인 것을 말하고 온전한 성화는 지속적이고 영속적인 것을 말한다. 동시에, 그는 성령의 능력으로 온전한 헌신과 적극적인 순종으로 온전한 성화를 주장하며, 이 땅에서 온전한 성화가 가능함을 주장했다. 많은 이들이 여기에서 오해해곤 하는데, 피니가 말하는 온전한 성화란 일반적으로 생각하는 ‘전혀 죄를 짓지 않는 상태’를 의미하는 것은 아니다. 그가 말하는 온전한 성화란, 온전하고 영속적으로 성화된 영혼은 일부러 죄를 짓지 않는다는 것이다. 피니는 의지에서 비롯되는 하나님을 향한 최고의 사랑, 단순한 욕구가 아닌 인간을 향한 순수한 사랑 등을 온전한 성화의 상태로 본다. 이러한 성화는 인간 스스로의 힘에 의해 도달할 수 있는 것이 아니라 전적으로 성령의 능력과 하나님의 은혜에 의존해야 하는 것임을 그는 강력히 주장한다. 피니에 의하면, 중생과 성령세례는 거의 동시적이며 순서상으로는 주님을 인격적으로 만나는 중생의 체험이 먼저이고 나중에 성령세례를 경험하지만, 이것은 한 장소에서 일어난 사건으로, 논리적 순서로는 중생이 먼저이나, 거의 동시적으로 볼 수 있다. 피니는 성령의 권능이란 기적적인 역사나 은사로 나타날 수도 있지만, 주로 말씀의 능력, 복음의 능력을 통한 성령 안에서의 회심 사건으로 나타난다고 주장하였다. 피니는 개인적인 성령체험 이후 그에게 사라지지 않는 인상이 한 가지 있었는데 그것은 하나님께서 자신을 복음을 전하는 자로 부르셨다는 것이며, 그것도 즉시 시작해야 한다는 것이었다. 
오해
하지만 그는 사람에게 회개할 수 있는 능력이 있다는 점을 강조했기에 펠라기우스적이라는 오해도 받았고, 완전주의의 입장을 취했기에 알미니안적 웨슬리안의 전통에 있다는 비판도 받았다. 또한 그는 그리스도의 의의전가교리에 의한 칭의교리가 일부 불합리적이며, 개인의 경건 문제에 대한 변명이 될 수 있다고 주장했기 때문에 숱한 오해에 시달려 왔다. 그러나 피니는 삼위일체와 기독론을 거부하는 유니테리언파, 모든 사람이 구원을 받는다는 보편구원론, 그리고 극단적 무저항주의를 거부하며 청교도적 신앙을 고수하였으며, 그렇기 때문에 피니를 알미니안주의자라고 한 마디로 결론내리는 것은 매우 주의해야 하며, 이는 큰 오해가 될 수 있다. 그러한 요소가 없는 것은 아니나, 이는 그를 통해 성령께서 행하신 일들에 비하면 너무나 작은 것이다. 피니가 위와 같이 예정론을 비판한 의도는, 영혼 구원에 대한 열정과 인간의 책임 및 의무를 강조한 것이지, 인간의 노력이나 선행으로 구원을 얻을 수 있다는 것은 아니었다는 것을 명심해야 한다.
-위 추가된 오해란의 설명은 찰스 피니를 옹호하는 자의 잘못된 해석이 덧붙여진듯 합니다.
찰스피니는 펠라기우스주의가 맞습니다.

## 저서
- Charles Finney's Systematic Theology (Minneapolis: Bethany House, 1976)

## 같이 보기
- 나다니엘 테일러